# Borgo San Martino
Borgo San Martino (Borgh-San-Martin in piemontese) è un comune italiano di 1 321 abitanti della provincia di Alessandria in Piemonte.

## Società

### Evoluzione demografica
Abitanti censiti

## Amministrazione
Di seguito è presentata una tabella relativa alle amministrazioni che si sono succedute in questo comune.
| Periodo        | Periodo        | Primo cittadino  | Partito                           | Carica  | Note  |
| -------------- | -------------- | ---------------- | --------------------------------- | ------- | ----- |
| 23 giugno 1988 | 7 giugno 1993  | Guido Zavattaro  | Democrazia Cristiana              | Sindaco | [ 5 ] |
| 7 giugno 1993  | 28 aprile 1997 | Bruno Zavattaro  |                                   | Sindaco |       |
| 28 aprile 1997 | 14 maggio 2001 | Bruno Zavattaro  | lista civica                      | Sindaco | [ 5 ] |
| 14 maggio 2001 | 30 maggio 2006 | Giovanni Serazzi | lista civica                      | Sindaco | [ 5 ] |
| 30 maggio 2006 | 16 maggio 2011 | Giovanni Serazzi | Insieme                           | Sindaco | [ 5 ] |
| 16 maggio 2011 | 5 giugno 2016  | Mirco Capra      | lista civica Borgo giovane        | Sindaco | [ 5 ] |
| 5 giugno 2016  | 4 ottobre 2021 | Giovanni Serazzi | lista civica Insieme per il borgo | Sindaco | [ 5 ] |
| 4 ottobre 2021 | in carica      | Fabio Zavattaro  | lista civica Il borgo che vorrei  | Sindaco |       |

## Sport
La principale squadra di calcio è stata il San Carlo che prendeva il nome dal Collegio Salesiano omonimo in centro paese e che ha militato addirittura in Promozione. Nel 2021-2022 è nata una formazione calcistica presieduta dal giovane Parroco Don Simone, formata da giovani borghigiani e dei paesi limitrofi, chiamata BSM che milita nella sezione Amatori della provincia di Alessandria. Nel 2024-2025 la squadra è stata iscritta nel campionato provinciale di Terza Categoria.
Eventi locali: ogni anno, il secondo weekend di giugno, si celebra la "Festa delle Fragole"; da quasi 100 anni una ricorrenza immancabile nel territorio, organizzata dalla proloco locale. I 3 giorni culminano con l'elezione di "MISS FRAGOLA" e damigelle. Da qualche anno è stato deciso dal direttivo di eleggere anche un ragazzo con il titolo di 
"MISTER FRAGOLONE".